# 體斑毛鼻鯰
體斑毛鼻鯰為輻鰭魚綱鯰形目毛鼻鯰科的其中一種。分布於南美洲哥倫比亞Sipi與 Tamana河流域，體長可達25公分。

## 扩展阅读
維基物種上的相關：體斑毛鼻鯰